# 印度尼西亚LGBT权益
在印度尼西亚，女同性戀、男同性恋、双性恋和跨性别（LGBT）人群面临着非LGBT居民没有经历过的法律挑战和偏见。传统习俗不赞成同性婚姻和異裝，也影响了公共政策的制定。例如，印度尼西亚同性伴侣和以同性伴侣为户主的家庭没有资格获得异性婚姻夫妇可获得的任何法律保护。印度尼西亚没有俗稱雞姦法的反同性性行為歧視法律，目前也没有将成年人之间自愿的非商业性的私人同性性行为定为刑事犯罪，但印度尼西亚法律也并不保护LGBT社区免遭歧视和仇恨犯罪。目前，印度尼西亚不承认同性婚姻。2015年7月，印度尼西亚宗教事务部长表示，在印度尼西亚同性恋是不被接受的，因为宗教规范强烈反对这种行为。印度尼西亚强调社会和谐的重要性，注重义务而不是权利，这意味着人权与LGBT权利一样非常脆弱。然而，印度尼西亚的LGBT社区正在稳步地变得更有能见度政治上也更活跃。
最近，印度尼西亚的LGBT人群正面临越来越大的敌意。2016年初，印度尼西亚的LGBT人群和活动家面临着更激烈的反对、恐同袭击和仇恨言论，甚至有些是由印度尼西亚当局发起。2016年2月，人权观察敦促印度尼西亚政府捍卫LGBT群体的权利并公开谴责官员的歧视言论。
由于害怕社会的拒绝和不良影响，印度尼西亚的LGBT人士很少向家人和朋友出柜。但也有部分的家庭了解和接受LGBT人群。
2020年2月，《雅加達郵報》報導，5名印尼人民代表會議議員提出《健全家庭法草案》，將LGBT群體定義為性偏差的社會認同問題，要求其家庭成員舉報至相關機構並強制矯正。

## 概况
| 同性性行为合法                                       | 全国合法（除亞齊特區 穆斯林） |
| 同意年龄平等 (18?)                                   | 是                            |
| 反就业歧视法律                                       | 否                            |
| 提供商品和服务的反歧视法律                           | 否                            |
| 在所有其他领域的反歧视法律（包括间接歧视，仇恨言论） | 否                            |
| 同性婚姻                                             | 否                            |
| 同性伴侣关系                                         | 否                            |
| 同性伴侣收养继子女                                   | 否                            |
| 同性伴侣联合收养                                     | 否                            |
| 同性恋军人允许公开服役                               | 否                            |
| 有权改变法律性别                                     | 是                            |
| 女同性恋试管婴儿                                     | 否                            |
| 男同性恋情侣商业代孕                                 | 否                            |
| 男男性接触人群（MSM）允许献血                        | [ 9 ]                         |

## 事件
2022年5月17日，英國駐雅加達大使館掛起彩虹旗，紀念當日的「國際反恐同日」，不過隨即引來回教保守派系團體不滿，認為做法玷污印尼的神聖價值觀。印尼外交部證實已傳召大使詹金斯（Owen Jenkins）要求作出解釋，並要求遷就印尼穆斯林的敏感神經。